# بنفشه نوکاشت
 بنفشه نوکاشت(نام علمی: Viola glabella) نام یک گونه از سرده بنفشه است.